# 江口东岳观
江口东岳观，位于中国福建省莆田市涵江区江口镇江口街，元至元二年（1336年）始建，现存为清代建筑。由前殿、中殿、拜亭、正殿等组成。三殿均为悬山顶，面阔三间加左右平房，明间为抬梁式木构架。拜亭为重檐歇山顶，四柱，单间，设彩绘藻井。尚存多方清代重修碑。2005年5月11日公布为第六批福建省文物保护单位。